# Метрополитен Тайна и Уира
Метрополитен Тайна и Уира — система линий метрополитена в городе Ньюкасл-апон-Тайн (Великобритания). Сеть располагается как в Ньюкасле, так и в расположенных недалеко от него городах Гейтсхеде, Сандерленде и Саут-Шилдс.

## Линии
Первый и общий участок был построен 11 августа 1980 года. Первая линия жёлтая и первый участок состоял из 16 станции от станции Haymarket до станции Tynemouth. Зелёную линию открыли 10 мая 1981 года от станции South Gosforth до станции Bank foot и состояло из 6 станции.
- Green line
- Yellow line